# احتياط وزارة الدفاع (اليمن)
احتياط وزارة الدفاع هو تشكيل عسكري تابع لوزارة الدفاع اليمنية، تم إنشائه بقرار جمهوري رقم 16 في 10 أبريل 2013 من ضمن قرارات إعادة بناء وهيكلة الجيش اليمني، يقوده اللواء «علي علي الجائفي»، حيث تكون مقر قيادة التشكيل الجديد في «معسكر 48» والذي كان مقر لقيادة ما كان يسمى بالحرس الجمهوري بحيث يتبع الاحتياط وزارة الدفاع والأركان العامة، ويستخدم للقتال بقرار من القائد الأعلى للجيش.

## القوة العسكرية
| م | اللواء               | مكان التمركز  | المحافظة      |
| - | -------------------- | ------------- | ------------- |
| 1 | قيادة قوات الاحتياط  | معسكر 48 حزيز | العاصمة صنعاء |
| 2 | اللواء السابع مشاة   | العرقوب       |               |
| 3 | اللواء 4 مدرع        | المرحة        |               |
| 4 | اللواء 83 مدفعية     | جبل الصمع     | محافظة صنعاء  |
| 5 | اللواء 62 مشاة       | الفريجة       | محافظة صنعاء  |
| 6 | اللواء 63 مشاة       | بيت دهرة      | محافظة صنعاء  |
| 7 | اللواء 102 مشاة جبلي | بني حشيش      | محافظة صنعاء  |
| 8 | لواء دفاع جوي        | السواد        | العاصمة صنعاء |
| 9 | لواء النقل           | السواد        | العاصمة صنعاء |